# Platyliodes doderleini
Platyliodes doderleini är en kvalsterart som först beskrevs av Berlese 1883.  Platyliodes doderleini ingår i släktet Platyliodes och familjen Neoliodidae. Inga underarter finns listade i Catalogue of Life.